# Kopany
Der Kopany ist ein Berg in Polen. Er liegt auf dem Gemeindegebiet von Bielsko-Biała. Mit einer Höhe von 690 m ist er einer der niedrigeren Berge im Klimczok-Kamm der Schlesischen Beskiden. Der Berg ist ein beliebtes Touristenziel mit vielen Ausblicken auf die benachbarten Gebirge und das Tiefland.

## Tourismus
- Auf den Gipfel führen mehrere markierte Wanderwege von Bielsko-Biała.